# يهوشافاط بن شاول
يهوشافاط بن شاول (بالعبرية: יהושפט בן שאול) هو حاخام يهودي عراقي وزعيم اليهودية القرائية وابن شاول بين عنان وحفيد عنان بن داود. عاش في العراق خلال أوائل القرن التاسع وعاصر الدولة العباسية. وكان رأس الجالوت لحركة اليهودية القرائية الوليدة. خلفه بوعز بن يهوشافاط.